# الشيماء (صحيفة)
الشيماء (بالفرنسية: Ech-chayma)‏ صحيفة أسبوعية جزائرية تكميلية تصدرها جريدة الوسيط المغاربي شعارها من العائلة وإلى العائلة يديرها بلقاسم فرحات

## وصلات خارجية
- معلومات عن أسبوعية الشيماء من موقع بوابة الصحافة الجزائرية.